# Радужни (Хантија-Мансија)
Радужни (рус. Радужный) град је у Русији у Хантији-Мансији.

## Становништво
| 1989.  | 2002.  | 2010.  |
| ------ | ------ | ------ |
| 43.726 | 47.060 | 43.399 |